# Schizolinnaea mirabilis
Schizolinnaea mirabilis är en tvåvingeart som beskrevs av Fritz Isidore van Emden 1960. Schizolinnaea mirabilis ingår i släktet Schizolinnaea och familjen parasitflugor. Inga underarter finns listade i Catalogue of Life.